# 任家萱
任 家萱（セリナ・レン、レン・ジアシュアン、1981年〈民国70年〉10月31日 - ）は、台湾の歌手、女優。S.H.EのSelina。任容萱は実の妹。父親は任明廷。外省人。

## 経歴・人物
台北市生まれ。2001年、台北市立第一女子高級中学卒業。2004年、国立台湾師範大学卒業。陳嘉樺、田馥甄とともに、華研国際音楽から S.H.Eとしてデビュー。S.H.Eの一員としては、歌において高音の部分を歌う。
お忍びで日本に買い物をするのが好きで、来日の際には必ず吉野家に寄り、その際にはなぜか毎度カレーライスを食べるという。ビーズ手芸が趣味で、2006年過去の作品や作り方を載せた著書『愛的小珠珠』を発売した。
2010年10月22日、中国でのテレビドラマ撮影中に誤爆で、全身約50％にIII度の火傷を負った。その後、台湾へ飛行機で搬送され、台北近郊の林口長庚医院に入院した。事故原因は、爆発シーンに爆発が予定より早く起きたことによるものとみられる。皮膚移植などの治療を受け、2011年1月19日に退院。記者会見を開き、3ヶ月ぶりに公共の場に姿を見せた。12月にはEPをリリースし、徐々に芸能活動に復帰を進めている。
2018年9月30日、デビュー以来所属していた華研国際音楽を離籍。
2018年10月1日、自身の父親が代表を務める任真美好有限公司に移籍。
2019年4月24日、微博（ウェイボー)「中国版ツイッター」にて恋愛番組「娘たちの恋愛」で知り合った11歳年下の台湾有名俳優張軒睿（26）との恋愛関係を告白した。
2021年から「任性eat下」を立ち上げオリジナル食品を販売していたが、2024年1月21日閉店した。

## 学歴
- 吉林國小附屬幼稚園
- 雨農國小
- 蘭雅國中
- 台北市立第一女子高級中学
- 国立台湾師範大学公民教育活動指導学系

## 出演作品

### ドラマ
- 2002年 薔薇之恋（邦題：薔薇之恋〜薔薇のために〜） - 莊哲芹、狄雅蔓 役
- 2005年 真命天女 - 周心蕾 役
- 2015年 幸せが聴こえる - 司会者 役

### 司会
- 2001年〜2002年 我猜我猜我猜猜猜
- 2003年〜2004年 快樂星期天
- 2007年〜2008年 康熙來了
- 2008年〜2009年 大學生了沒
- 2015年〜2017年 別讓身體不開心

### PV
- 2002年 路人甲（動力火車 / MAN）
- 2003年 葉子（薔薇之恋〜薔薇のために〜O.S.T）
- 2007年 你是我心內的一首歌（王力宏 & Selina）
- 2009年 看見什麼吃什麼（林宥嘉 ）
- 2017年 連名帶姓（張惠妹/偸故事的人）

### CM/イメージキャラクター
- 2015年、2016年〜 Nike
- 2016年〜 Kanebo Media（台湾）
- 2017年〜 日本カイゲン改源IB止痛顆粒生藥+Ibuprofen
- 2023年 Kipling[5]

## 音楽活動

### ミニアルバム
- 重作一個夢 2011年12月16日発売

### アルバム
- 3.1415 2015年1月9日発売
- 往美的路我要自己作主 2022年4月29日発売

### デュエット曲
- 2006年 獨唱情歌（TANK & Selina / Fighting！生存之道 FOREVER）
- 2007年 你是我心内的一首歌（王力宏 & Selina）

### 作詞
- 2005年 星星之火（S.H.E / 不想長大）
- 2007年 老婆（S.H.E / Play）
- 2008年 安靜了（S.H.E / 我的電台 FM S.H.E）

## 慈善活動
- 2024年　陽光社會福利基金會 「為愛勇敢！支持燒傷顏損兒服務」[6]